# Ferdinando Neri
Ferdinando Neri (Chiusaforte, 25 gennaio 1880 – Torino, 1º novembre 1954) è stato un francesista e storico della filosofia italiano.

## Biografia
Dalla nativa Chiusaforte, in provincia di Udine, si trasferì presto a Torino seguendo gli spostamenti del padre, il quale lavorava nelle ferrovie come ingegnere. Dopo la maturità classica conseguita all'età di diciassette anni, frequentò la Facoltà di Lettere all'Università degli Studi di Torino, dove fu avviato al metodo critico della scuola storica da maestri come Arturo Graf e Rodolfo Renier. Sempre a Torino, dove si laureò nel 1901, collaborò per la prima volta al «Giornale storico della letteratura italiana», del quale sarebbe stato prima redattore e poi direttore nel periodo dal 1918 al 1952, cioè quasi fino alla morte..
Si specializzò presso l'Istituto di studi superiori di Firenze, dove fu allievo di Guido Mazzoni e di Pio Rajna, conseguendo il diploma nel 1903. Ritornato a Torino, l'anno successivo si laureò anche in Filosofia e si esercitò nella ricerca filologica ed estetica, coniugando gli orientamenti della scuola storica con quelli del neoidealismo. Tra l'altro, «fu tra i primi a recensire, con favore, l'Estetica come scienza dell'espressione e linguistica generale di Benedetto Croce».
Seguirono gli anni del lettorato (1904-1910) presso l'università di Grenoble e poi alla Sorbona di Parigi. Qui maturarono i suoi interessi specifici, dapprima come comparatista, per la letteratura francese e l'approfondimento di quegli studi. Al ritorno in Italia, insegnò nei licei di Siracusa, Savigliano, Alba e in un istituto tecnico di Torino. Si sposò nel 1912 ed ebbe una vita familiare funestata dalle gravi perdite della moglie Paola Gariazzo (nel 1922) e di uno dei due figli, Agostino, morto suicida nel 1937. L'altra figlia, Nicoletta Neri (1914 – 2000), sarà un'apprezzata anglista e traduttrice.
Nel 1916 fu incaricato di Letteratura francese all'Università di Torino. Due anni dopo, partecipò come sottufficiale alla prima guerra mondiale e fu insignito di una croce al merito di guerra. Nel 1923 diventò ordinario e in tale ruolo insegnò fino al 1950. Insegnò anche alla Bocconi e all'Università Cattolica di Milano. Fu presidente dell'Accademia delle scienze di Torino dal 1941 al 1944. Quale iscritto al Partito nazionale fascista, diresse la sezione torinese dell'Istituto nazionale di cultura fascista.
Collaborò con varie riviste letterarie, tra cui «La Cultura», della quale fu direttore nel 1929, oltre al già menzionato «Giornale storico della letteratura italiana». Pubblicò numerose recensioni e vari saggi (in genere brevi, raccolti più tardi in volumi) e proseguì le sue ricerche erudite, molto apprezzate anche dai suoi allievi, tra i quali Maria Luisa Spaziani. Collaborò inoltre alla Enciclopedia italiana con voci importanti di letteratura francese (Molière, François Rabelais, Jean Racine, Émile Zola) e al Dizionario letterario Bompiani (in particolare, con la voce Balzac). Fondò la collezione dei classici italiani della UTET.
Fu anche un raffinato elzevirista, a partire dal 1926, per «La Stampa» di Torino e «L'Ambrosiano» di Milano. Nel 1952 dall'Accademia dei Lincei gli fu conferito il premio Feltrinelli per la critica e storia letteraria.

## Tra scuola storica e neoidealismo
La fervida attività del critico si avvalse sia della profonda preparazione filologica riconducibile al metodo storico, sia della sensibilità estetica del nuovo hegelismo, veicolata in Italia dagli studi desanctisiani e crociani, con particolare attenzione ai «caratteri individuali dell'ispirazione artistica».
Alla corretta sintesi dei principali orientamenti metodologici, il Neri aggiunse di suo la capacità di introspezione e «un gusto finissimo di lettore e di interprete della poesia, esercitato in un'opera di assidua ricerca storica nelle letterature di Francia, d'Italia, d'Inghilterra, indagate nei mutui rapporti in sobrie, preziose, informatissime comparazioni», nonché un «delicato impressionismo che ravviva anche la più scrupolosa indagine filologica». È un giudizio di Giorgio Bàrberi Squarotti, il quale, inoltre, rimarca la sua «capacità di risolvere una questione di fonti o di attribuzione, o dare una definizione di poesia nel limitato ambito di una pagina».
La dimensione europea della sua cultura e la particolare esperienza maturata in Francia lo indussero ovviamente a privilegiare gli studi comparati, tra i quali basterà qui citare Casanova e Stendhal (1915), Il pensiero del Rousseau nelle prime chiose dello Zimbaldone (1917), Il De Sanctis e la critica francese (1922), Gli studi franco-italiani nel primo quarto del secolo XIX (1928), Saggi di letteratura italiana, francese, inglese (1936). Notevoli anche, nell'ottica comparativa, le numerose traduzioni.
In merito alla sua predilezione per il saggio breve, denso e per la prosa d'arte, sembra ancora valido il giudizio di Mario Fubini: «Egli rifuggiva (...) dallo studio 'completo', dalla monografia, e costantemente mirava all'essenziale, fosse pure ridotto nei limiti di un saggio, di un articolo, di un accenno ed anche, si potrebbe dire, di un solo aggettivo inatteso e luminoso.» Al di là dell'indiscusso talento critico di Ferdinando Neri e della rilevanza storica della sua produzione, questa rispecchia altresì «le contraddizioni vissute dal pensiero critico italiano nel primo cinquantennio del Novecento».

## Opere principali
- La tragedia italiana del Cinquecento, Firenze, Tip. Galletti e Cocci, 1904.
- Il Chiabrera e la pleiade francese, Torino, Fratelli Bocca, 1920.
- Gli studi franco-italiani nel primo quarto del secolo XIX, Roma, Leonardo, 1928
- Il maggio delle fate ed altri scritti di letteratura francese, Novara, La Libra, 1929.
- Storia e poesia, Torino, G. Gambino, 1936.
- Saggi di letteratura italiana, francese, inglese, Napoli, Loffredo, 1936.
- La poesia dei puristi, Torino, Chiantore, 1943.
- Poesia nel tempo, Torino, De Silva, 1948.
- Saggi, a cura di Remo Ceserani; presentazione di Mario Fubini, Milano, Bompiani, 1964.